# Xamarin
Xamarin（發音“zæ mərin”），成立于2011年5月，目前是微软拥有的一家软件公司，位于美国加利福利亚州旧金山市。
Xamarin也是一个跨平台开发软件，通过使用C#编写的共享代码库，开发人员通过Xamarin工具可使用原生用户界面编写原生的Android、iOS和Windows应用程序，并在多个平台（包括Windows和MacOS）间共享代码。

## 歷史
Ximian公司早期名为Helix Code，原名稱為International Gnome Support. 由 Miguel de Icaza 與 Nat Friedman 在1999年成立，Friedman和de Icaza创立了Ximian项目，其最主要的项目是 Mono。
2003年公司被Novell公司收购。2011年4月，Novell公司被Attachmate收购，在大约半年后开始对Novell进行大规模裁员，Mono团队亦受到影响，全部成员被裁撤。
2012年發布的Xamarin.Mac是Xamarin的第一個產品，支持开发人员使用C#语言为Apple Mac编写iOS应用，并通过Apple Store销售。
由於Xamarin具有使用Visual Studio开发Android和iOS应用的能力。2016年，微软收购了Xamarin，并将Xamarin作为一种开源的IDE绑定到.NET中。Xamarin被微軟收購後变为開源工具。現在Xamarin已與Visual Studio合併，Windows 使用者只需要下載Visual Studio後安裝相關項目（包括手機模擬器等以及Xamarin套件）便可以著手開發。

## 產品

### Xamarin.Forms
Xamarin3.0使得 Xamarin.Forms，界面部分也能共享同一套代码。真正做到可以“write your code once, and present native UIs on each platform.”的效果。這是Xamarin的一大突破。

### RoboVM
RoboVM 是一款遵循Apache 協議的開源Java 跨平台移動應用開發平台。RoboVM 是讓開發人員開發iOS和Android等平台的App，差別在於Xamarin使用C#，RoboVM則使用Java。2015年10月Xamarin收購RoboVM。隨後Xamarin被微軟買下，使得RoboVM於2017年停止服務。

## 關聯條目
- .NET MAUI

## 外部連結
- 官方网站